# 2017年2月中國大陸

## 2月1日
- 针对英国广播公司关于解放军老兵王琪上世纪60年代中印战争结束后流落印度乡村50年的报道，中国驻印度大使馆领事部主任赵军回应称“知悉此事”，相信"此事一定能够获得圆满解决"[1][2]。

## 2月2日
- 浙江省温州市文成县百丈漈镇外大会村一座四层民房倒塌，9人被埋，5人遇难[3]。

## 2月4日
- 北京市网信办发布消息，因擅自从事互联网新闻信息及视听节目服务，责令梨视频立即停止违法违规行为，进行全面整改[4]。外界猜测，梨视频此次被勒令整改，可能与网站上载的天安门广场车祸视频有关[5]。

## 2月5日
- 浙江省天台县“足馨堂”足浴店突发火灾，8人现场死亡，10人抢救无效死亡，18人受伤[6]。

## 2月6日
- 中共中央总书记、国家主席、中央军委主席、中央全面深化改革领导小组组长习近平上午主持召开中央全面深化改革领导小组第三十二次会议并发表讲话。李克强、刘云山、张高丽出席[7]。
- 中国国家互联网信息办公室发布《网络产品和服务安全审查办法（征求意见稿）》，进一步明确所有涉及“国家安全和公共利益”网络产品的审查内容和范围，提议设立网络安全审查委员会[8][9]。

## 2月7日
- 外交部发言人陆慷在例行记者会上表示，前卫生部副部长黄洁夫赴梵蒂冈出席反对器官贩卖全球峰会与中梵关系无关，但对改善双边“抱有诚意”[10][11]。

## 2月8日
- 安徽省铜陵市恒兴化工高沸点溶剂罐发生爆炸，2名值班人员被烫伤，暂无人员死亡。[12][13]

## 2月9日
- 美国总统唐纳德·特朗普致函中国领导人、中共总书记习近平，表达对共同推动惠及两国的建设性中美关系的愿景及祝贺中国民众春节和元宵节快乐。[14]对此，外交部发言人重新强调“中方高度重视中美关系发展”，双方应避免冲突[15]。
- 浙江省卫生和计划生育委员会通报，浙江省中医院未采取“一人一管一抛弃”的规范，重複使用吸管导致至少5名无辜治疗者受到艾滋病毒交叉感染，属重大医疗事故。[16][17]

## 2月10日
- 美国总统唐纳德·特朗普与中共中央总书记兼中国国家主席习近平通电话，表示愿意遵守“一个中国”政策。[18][19]

## 2月12日
- 广州市疾病预防控制中心表示该市三成以上的市场“不同程度”受H7N9禽流感病毒污染，呼吁民众避免接触活禽[20][21]。

## 2月14日
- 新疆和田市皮山县发生暴力恐怖袭击，3名暴徒持刀冲入一小区砍杀群众，10人被砍伤，其中5人伤重不治身亡，3名持刀者被警方击毙[22][23]。

## 2月18日
- 商务部宣布全面禁止向朝鲜进口煤炭，回应联合国安理会针对去年朝鲜核试验的制裁决议[24]。
- 武汉武昌火车站附近一面馆发生砍人事件，犯罪嫌疑人胡某（男，22岁）因口角纠纷，持面馆菜刀将面馆业主姚某砍死[25]。

## 2月21日
- 于天津港“8.12”特别重大火灾爆炸事故后被调查的原国家安全生产监督管理总局局长杨栋梁因受贿、贪污案被判有期徒刑15年，并处以200万元人民币罚金[26]。

## 2月22日
- 教育部印发通知，规定小学一年级学生报名入学的截至出生年月由省级教育行政部门根据法律规定和实际情况统筹确定。这意味着，小学入学的截止日期不再是以往的8月31日[27]。

## 2月23日
- 中国篮球协会第九届全国大会在北京召开，姚明当选篮协新任主席[28]。

## 2月24日
- 国务院人事变动：徐绍史被免去发展和改革委员会主任职务，由何立峰接任[29][30]；吴爱英被免去司法部部长职务，由张军接任[29]；高虎城被免去商务部部长职务，由钟山接任[31]。

## 2月25日
- 中国拥有全部知识产权的“子弹头”中国标准动车组于京广铁路发车，始发站为北京西站，终点站为广州南站，全长2200公里[32]。
- 江苏省南昌市红谷滩唱天下KTV发生火灾，10人死，13人伤[33][34]。

## 2月26日
- 韩国SBS电视台综艺节目《Running Man》的最新节目被多家视频网站下架，外界猜测此举与限韩令有关[35][36][37]。

## 2月27日
- 原中共中央台湾工作办公室、国务院台湾事务办公室副主任郑立中被撤职，同时其全国政协和港澳台侨委员会委员资格也被免除[38][39]。
- 新疆举行大规模“反恐”集会，借此展示武力规模，震慑恐怖分子[40]。